# إيان ميرفي (لاعب كرة قدم)
إيان ميرفي (بالإنجليزية: Ian Murphy) هو لاعب كرة قدم أمريكي في مركز الدفاع، ولد في 16 يناير 2000 في ريدلاندس في الولايات المتحدة.

## وصلات خارجية
- إيان ميرفي (لاعب كرة قدم) على موقع الدوري الأمريكي (الإنجليزية)
- إيان ميرفي (لاعب كرة قدم) على موقع قاعدة بيانات كرة القدم.إي يو (الإنجليزية)
- إيان ميرفي (لاعب كرة قدم) على موقع Soccerbase.com (لاعب) (الإنجليزية)
- إيان ميرفي (لاعب كرة قدم) على موقع Soccerway.com (الإنجليزية)
- إيان ميرفي (لاعب كرة قدم) على موقع عالم كرة القدم.نت (الإنجليزية)